# Moluccomolgus lordus
Moluccomolgus lordus is een eenoogkreeftjessoort uit de familie van de Rhynchomolgidae. De wetenschappelijke naam van de soort is voor het eerst geldig gepubliceerd in 1992 door Humes.